# Komura-Weber-Memorandum
Das Komura-Weber-Memorandum (jap. 小村・ウェーバー協定, Komura-Wēbā Kyōtei) oder Komura-Weber-Abkommen war das erste einer Reihe von Abkommen, die einen Ausgleich zwischen dem Kaiserreich Japan und dem Russischen Kaiserreich anstrebten. Das Abkommen wurde am 14. Mai 1896 in Seoul von dem japanischen Gesandten in Korea Komura Jutarō und dem russischen Gesandten Carl von Waeber unterzeichnet und regelte die Zahl der in Korea stationierten Truppen der beiden rivalisierenden Mächte. Das Komura-Weber-Abkommen diente zudem der Vorbereitung des Yamagata-Lobanow-Abkommens, das nur wenige Wochen später zwischen dem vormaligen japanischen Premierminister Yamagata Aritomo und dem russischen Außenminister Alexei Borissowitsch Lobanow-Rostowski in Moskau geschlossen wurde.

## Hintergrund
Japan hatte nach dem Sieg im Ersten Japanisch-Chinesischen Krieg über das Kaiserreich China vergeblich versucht, ein Protektorat über die Koreanische Halbinsel zu errichten. Russland, in dessen Händen sich der koreanische König Gojong nach seiner Flucht in die russische Gesandtschaft befand, stieg zwischen 1896 und 1898 unterstützt von der prorussischen Faktion in der koreanischen Regierung zur dominierenden Macht in Korea auf. Um einen modus vivendi in Korea zu finden, verhandelten die Gesandten der beiden Mächte in Korea das Komura-Weber-Memorandum, welches das endgültige Ende der japanischen Pläne markierte, seine Dominanz über Korea weiter auszubauen.

## Inhalt
Japan musste in dem Abkommen den politischen Status quo, also. das prorussische Kabinett und damit die russische Dominanz in Korea, anerkennen. Ferner kam man überein, dass der koreanische König in der Russischen Gesandtschaft solange verweilen würde, bis seine Sicherheit auch außerhalb gewährleistet werden konnte.
Auch die Frage der Truppenstationierung wurde in dem Abkommen geregelt: Der russischen Seite wurde die Stationierung von vier Kompanien auf koreanischem Boden zugestanden. Als Gegengewicht dazu durfte Japan seinerseits ebenfalls vier Kompanien in Korea unterhalten, davon zwei in Seoul. Zusätzlich legte das Abkommen die Stationierung von 200 japanischen Gendarmen zum Schutz der Telegraphenleitung zwischen Seoul und Busan fest.

## Bedeutung
Das Komura-Weber-Memorandum und das kurze Zeit später geschlossene Yamagata-Lobanow-Abkommen bestätigten die politisch Vorherrschaft Russlands, jedoch wurde durch das Abkommen auch ein militärisches Gleichgewicht zwischen den beiden Rivalen auf der koreanischen Halbinsel geschaffen. Auch in den folgenden Jahren wetteiferten beide Staaten um Einfluss in Korea, was 1904 in den Russisch-Japanischen Krieg mündete.